# 싱싱한 12시
싱싱한 12시는 KBS 해피FM에서 2002년 10월 21일부터 2008년 4월 20일까지 6년간 방송했던 라디오 프로그램이다.

## 역대 방송시간
| 방송 채널  | 방송 기간                          | 방송 시간               |
| ---------- | ---------------------------------- | ----------------------- |
| KBS 해피FM | 2002년 10월 21일 ~ 2007년 4월 15일 | 매일 낮 12:20 ~ 낮 1:55 |
| KBS 해피FM | 2007년 4월 16일 ~ 2008년 4월 20일  | 매일 낮 12:15 ~ 낮 1:55 |

## 역대 DJ
- 2002년 10월 21일 ~ 2003년 6월 1일 : 김한국, 김나운
- 2003년 6월 2일 ~ 2003년 11월 2일 : 김한국, 이지연
- 2003년 11월 3일 ~ 2004년 4월 25일 : 이영자, 이창명
- 2004년 4월 26일 ~ 2005년 5월 1일 : 이영자, 강성범
- 2005년 5월 2일 ~ 2006년 11월 5일 : 이영자, 심현섭
- 2006년 11월 6일 ~ 2008년 4월 20일 : 이영자, 장동혁